# Villa Bettoni
Villa Bettoni è una villa lombarda costruita nel Settecento, sita a Gargnano, in frazione di Bogliaco, in provincia di Brescia.
Primo proprietario della villa fu il conte Giovanni Antonio Bettoni (1712-1773), militare in servizio presso gli Asburgo e comandante generale della cavalleria austriaca in Italia, che la fece edificare a partire dal 1749 dall'architetto veronese Adriano Cristofali.
La villa si sviluppa su quattro piani, al di sopra della quale è posta una balaustra con statue in pietra, opera degli scultori Giovanni Battista Locatelli e Francesco Cignaroli. Gli affreschi all'interno sono opera dei fratelli Galliari, Bernardino e Fabrizio. L'edificio è unito con due ponti aerei ad un grande giardino, opera di Amerigo Vincenzo Pierallini, che si avvalse del giardiniere del duca di Parma Filippo Sprizzi.
Durante l'ultima guerra mondiale, la villa fu dapprima occupata dalle truppe tedesche e quindi divenne sede della Presidenza del Consiglio dei Ministri della Repubblica Sociale.